# Bracon parabrazilensis
Bracon parabrazilensis är en stekelart som beskrevs av Roy D. Shenefelt 1978. Bracon parabrazilensis ingår i släktet Bracon och familjen bracksteklar. Inga underarter finns listade.